# Bromeae
Bromeae Dumort.  é uma tribo da subfamília Pooideae.

## Gêneros
- Boissiera
- Bromus
- Littledalea